# Pezoloma rhodocarpa
Pezoloma rhodocarpa är en svampart som beskrevs av P.J. Fisher & Spooner 1987. Pezoloma rhodocarpa ingår i släktet Pezoloma och familjen Leotiaceae.   Inga underarter finns listade i Catalogue of Life.